# Ludwig II. (Anjou)

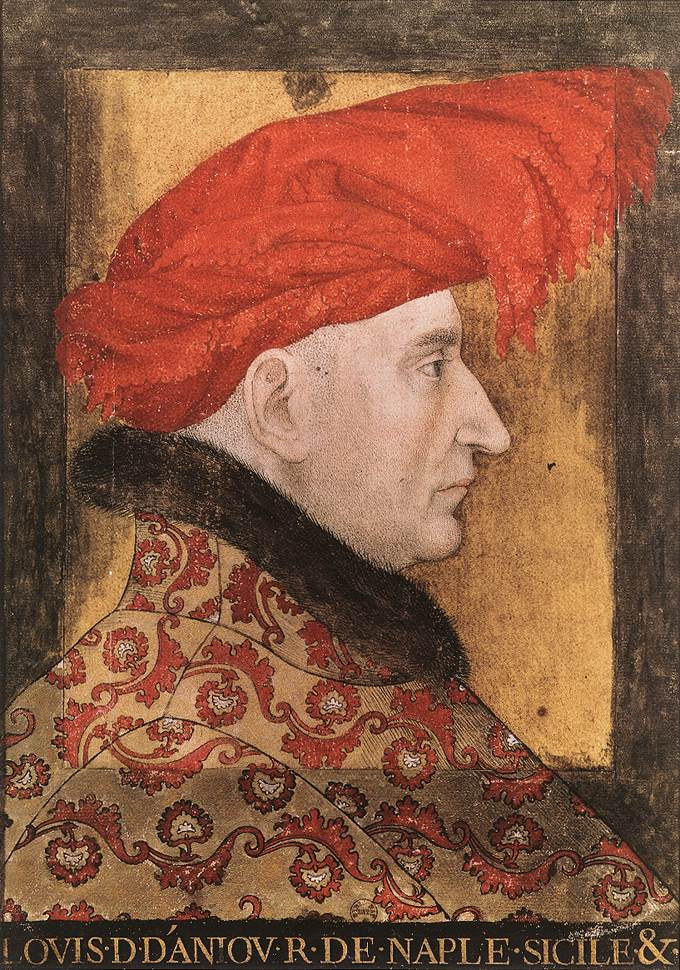
Herzog Ludwig II. von Anjou

Ludwig II. von Anjou (franz.: Louis II d’Anjou; * 5. Oktober 1377 in Toulouse; † 25. Mai 1417 in Angers) war ein Herzog von Anjou, Graf von Maine, Guise, Blois und Provence, sowie Titularkönig von Neapel und Jerusalem. Er entstammte dem jüngeren Haus Anjou, einem Seitenzweig des französischen Königshauses der Valois.

## Leben
Er war der Sohn Herzogs Ludwigs I. von Anjou und der Marie von Châtillon-Blois. Nach dem Tod des Vaters 1384 erbte Ludwig nicht nur die familiären Besitzungen in Frankreich, sondern auch den Anspruch auf den Königsthron in Neapel, den die Familie durch Adoption von Königin Johanna I. erhalten hatte. Ludwig wurde von seinem Vater deshalb bereits 1383 mit dem Titel eines Herzogs von Kalabrien ausgestattet, die offizielle Würde der Erbprinzen von Neapel-Sizilien.
Ludwig stand die ersten Jahre unter der Vormundschaft seiner Mutter, bis er 1389 in Saint Denis von seinem Vetter, König Karl VI. von Frankreich, zum Ritter geschlagen wurde. Im selben Jahr wurde Ludwig am 1. November vom Gegenpapst Clemens VII. in Avignon zum König von Sizilien (der offizielle Titel der Könige von Neapel) und Jerusalem gekrönt. Den Anspruch auf den neapolitanischen Thron musste sich Ludwig allerdings gegen den Konkurrenten Ladislaus, der tatsächlich in Unteritalien herrschte, erkämpfen. Dabei gelang es ihm kurzzeitig Neapel einzunehmen, verlor es aber 1399 wieder an Ladislaus.
1400 heiratete Ludwig Jolanthe von Aragón, unter deren Obhut in Angers der spätere Dauphin und König Karl VII. erzogen wurde. In den Machtkämpfen um die Regentschaft für den regierungsunfähig gewordenen König Karl VI. nahm Ludwig Partei für seinen Vetter, Herzog Ludwig von Orléans, und unterstützte nach dessen Ermordung 1407 die Armagnacs gegen die Machtansprüche eines weiteren Vetters, Herzog Johann von Burgund. 1409 gründete er die Universität Aix. Nachdem 1410 König Martin I. von Aragón gestorben war, galt Ludwig als einer der Kandidaten für die Nachfolge in Aragón, jedoch setzte sich in dem Kompromiss von Caspe Fernando de Trastámara durch.
1412 versuchte Ludwig erneut einen Angriff gegen Ladislaus von Neapel und zog mit mehr als 12.000 Mann nach Italien. Zuvor hatte dieser im Jahr 1409 Dalmatien für 100.000 Dukaten an Venedig verkauft. Unterstützt von Gegenpapst Johannes XXIII., drang er über den Liris vor, schlug Ladislaus bei Rocca Secca, nutzte aber seinen Sieg nicht und kehrte, entzweit mit seinen Bundesgenossen, nach Frankreich zurück. Dort sorgte er im Kronrat für einen Ausschluss des Dauphin Johann, welcher der burgundischen Partei nahestand. Im April 1417 starb der Dauphin, womit in der Nachfolge der Favorit der Anjous, Karl VII., als Nachfolger aufrückte. Ludwig selbst starb wenig später und wurde in der Kathedrale von Angers beigesetzt.
Ludwig und seine Frau hatten folgende Kinder:
- Ludwig III. († 1434), Herzog von Anjou, Graf von Provence, Guise und Blois
- René I., genannt „der gute König“ († 1480), Herzog von Anjou und Lothringen, König von Neapel
- Karl IV. († 1472), Graf von Maine
- Maria († 1463), verheiratet seit 1422 mit König Karl VII. von Frankreich
- Yolande († 1440), verheiratet seit 1431 mit Herzog Franz I. von Bretagne